# Línea C-7 (Cercanías Asturias)
La línea C-7, anteriormente denominada F-7 (hasta 2012) y C-7f (2012-2021), es una línea de cercanías por vía estrecha de la red de Cercanías de Asturias gestionada por Renfe Cercanías AM. La línea recorre los concejos de Oviedo, Grado, Candamo, Pravia y Muros de Nalón. En los mapas oficiales la línea llega hasta Gijón, pasando por El Berrón, si bien a efectos prácticos esta ampliación nunca se realiza al ser ese trayecto realizado por la antigua línea C-5a. 

## Historia
La línea C-7 discurre principalmente por la línea férrea del histórico ferrocarril de El Vasco, un ferrocarril que tenía la función de transportar mercancías (carbón) y, en menor medida, pasajeros.  Específicamente, el ferrocarril fue creado para conectar la cuenca minera del Caudal con el puerto de San Esteban de Pravia, dando de tal forma salida al material. La Sociedad General de Ferrocarriles Vasco Asturiana, que solicitó dicha concesión, recibió la autorización para realizarla e inauguró el tramo entre Oviedo y San Esteban de Pravia en 1904.

Nomenclatura anterior (2012-2021), operada por Renfe Feve.

Como parte de la operación urbanística «Cinturón Verde» de Oviedo a mediados de los años 1990, se clausura el tramo Oviedo-Fuso de la Reina y se adapta al ancho métrico la línea Oviedo-Trubia, enlazando con la línea de San Esteban en Udrión. Desde ese momento es necesario una inversión de la marcha en Trubia para realizar el trayecto Oviedo-San Esteban.

## Trazado
La línea discurre entre las estaciones de Oviedo y Trubia por la línea Oviedo-Trubia. Desde Trubia continúa, tras invertir el sentido de la marcha, por la línea del Ferrocarril Vasco-Asturiano hasta la estación de San Esteban de Pravia, pasando por Pravia. La línea es de vía única y está electrificada, permitiendo el uso de automotores eléctricos.

## Servicios
Los servicios de esta línea circulan con una frecuencia aproximada de un tren por hora. Esta frecuencia es complementada por las relaciones a Ferrol.
La línea enlaza en la estación de Oviedo con la red de Larga Distancia de Renfe, además de las líneas C-1 Gijón-Pola de Lena-Puente de los Fierros, C-2 Oviedo-El Entrego, C-3 Oviedo-Avilés-San Juan de Nieva y  C-6 Oviedo-Infiesto de Cercanías, y los servicios regionales Oviedo-Santander y León-Gijón. En la estación de Pravia, enlaza con la línea de cercanías C-4 Gijón-Cudillero. 
Hasta el 2009, enlazaba en Trubia con la línea C-8 Trubia-Collanzo, que a partir de ese año se limitó al trayecto entre Baiña y Collanzo.